# Wilfried Sanou
Wilfried Sanou (n. 16 martie 1984) este un fost fotbalist burkinabez.

## Statistici
| Burkina Faso | Burkina Faso | Burkina Faso |
| An           | Meciuri      | Goluri       |
| ------------ | ------------ | ------------ |
| 2001         | 2            | 2            |
| 2002         | 3            | 0            |
| 2003         | 0            | 0            |
| 2004         | 3            | 0            |
| 2005         | 0            | 0            |
| 2006         | 0            | 0            |
| 2007         | 4            | 1            |
| 2008         | 0            | 0            |
| 2009         | 2            | 0            |
| 2010         | 2            | 0            |
| 2011         | 2            | 0            |
| 2012         | 1            | 0            |
| 2013         | 7            | 1            |
| Total        | 26           | 4            |